# Campionati europei di atletica leggera 1938 - 10000 metri piani
I 10000 metri piani maschili ai campionati europei di atletica leggera 1938 si sono svolti il 5 settembre 1938.

## Podio
| Oro     | Ilmari Salminen Finlandia |
| Argento | Giuseppe Beviacqua Italia |
| Bronzo  | Max Syring Germania       |

## Risultati
| Pos.    | Nome               | Nazionalità | Tempo   | Note                  |
| ------- | ------------------ | ----------- | ------- | --------------------- |
| Oro     | Ilmari Salminen    | Finlandia   | 30'52"4 | Record dei campionati |
| Argento | Giuseppe Beviacqua | Italia      | 30'53"2 | Record nazionale      |
| Bronzo  | Max Syring         | Germania    | 30'57"8 |                       |
| 4       | Jenő Szilágyi      | Ungheria    | 30'58"6 | Record nazionale      |
| 5       | Thore Tillman      | Svezia      | 31'06"6 |                       |
| 6       | János Kelen        | Ungheria    | 31'16"6 |                       |
| 7       | Giuseppe Lippi     | Italia      | 31'51"6 |                       |
| 8       | André Sicard       | Francia     | 32'09"6 |                       |
| 9       | Erik Larsson       | Svezia      | 32'11"2 |                       |
| 10      | Alexis Dressus     | Francia     | 32'22"2 |                       |